# Rómulo Gallegos pris
Rómulo Gallegos pris (Premio Internacional de Novela Rómulo Gallegos) är ett romanpris som instiftades 1964 till minne av den venezuelanske författaren Rómulo Gallegos på initiativ av Venezuelas president Raúl Leoni. Priset utdelades till en början endast till latinamerikanska författare men kan sedan 1990 tilldelas alla författare som skriver på spanska. Prissumman är på 100 000 euro.

## Pristagare
- 1967: La casa verde, Mario Vargas Llosa, Peru
- 1972: Cien años de soledad, Gabriel García Márquez, Colombia
- 1977: Terra Nostra, Carlos Fuentes, Mexiko
- 1982: Palinuro de México, Fernando del Paso, Mexiko
- 1987: Los perros del paraíso, Abel Posse, Argentina
- 1989: La casa de las dos palmas, Manuel Mejía Vallejo, Colombia
- 1991: La visita en el tiempo, Arturo Uslar Pietri, Venezuela
- 1993: Santo oficio de la memoria, Mempo Giardinelli, Argentina
- 1995: Mañana en la batalla piensa en mí, Javier Marías, Spanien
- 1997: Mal de amores, Ángeles Mastretta, Mexiko
- 1999: Los detectives salvajes, Roberto Bolaño, Chile
- 2001: El viaje vertical, Enrique Vila-Matas, Spanien
- 2003: El desbarrancadero, Fernando Vallejo, Colombia
- 2005: El vano ayer, Isaac Rosa, Spanien
- 2007: El tren pasa primero, Elena Poniatowska, Mexiko
- 2009: El País de la Canela, William Ospina, Colombia
- 2011: Blanco nocturno, Ricardo Piglia, Argentina
- 2013: Simone, Eduardo Lalo, Puerto Rico
- 2015: Tríptico de la infamia, Pablo Montoya, Colombia